# Sayed Mersal
Sayed Mersal est un boxeur égyptien né le 22 janvier 1937 et mort en mars 2022.

## Carrière
Sayed Mersal remporte la médaille de bronze dans la catégorie des poids mi-lourds aux championnats d'Afrique de boxe amateur 1962 au Caire, puis la médaille d'argent dans la même catégorie aux championnats d'Afrique de boxe amateur 1964 à Accra.
Aux Jeux olympiques d'été de 1964 à Tokyo, il est éliminé en quarts de finale dans la catégorie des poids mi-lourds par le Bulgare Aleksandr Nikolov.